# Hylatomus fuscipennis
Hylatomus fuscipennis, "dunkelvingad spillkråka", är en fågelart i familjen hackspettar inom ordningen hackspettartade fåglar. Den betraktas oftast som underart till neotropisk spillkråka (Hylatomus lineatus), men urskiljs sedan 2014 som egen art av Birdlife International, IUCN och Handbook of Birds of the World.
Fågeln förekommer i västra Ecuador och nordvästra Peru. Den kategoriseras av IUCN som livskraftig.